# Simon Christophori
Simon Christophori sau Simon Gaitzer (n. 1670, Brașov - d. 1726, Brașov) a fost un scriitor german (sas) din Transilvania.
Tatăl lui Simon Christophori a fost cismarul Jakob Gaitzer, care a fost decapitat în 1689, deoarece a fost unul dintre conducătorii răscoalei din Brașov împotriva noilor autorități habsburgice.
După terminarea gimnaziului din Brașov a călătorit prin Franța și Polonia. Începând din 1965 a studiat drept la Wittenberg iar după reîntoarcerea în orașul său natal a ocupat posturi importante în administrația orașului: membru al sfatului, judecător.
Între anii 1712 - 1716, Simon Christophori, alias Gaitzer, a fost judecător orășenesc (Marktrichter) în Brașov. În Jurnalul său, comentează cauzele pe care le-a judecat, dar face și observații cu privire la evenimentele culturale și politice ale vremii sale.

## Lucrări
- Aus dem Tagebuch des Simon Christophori, alias Gaitzer (Din jurnalul lui Simon Christophori), Editura Julius Groß, Brașov, 1917